# قطعنامه ۱۹۷۶ شورای امنیت
قطعنامه ۱۹۷۶ شورای امنیت سازمان ملل متحد که در تاریخ ۱۱ آوریل ۲۰۱۱ تصویب شد، سندی بین‌المللی دربارهٔ بررسی وضعیت سومالی است. این قطعنامه طی نشست ۶۵۱۲ام با ۱۵ رای موافق، ۰ مخالف و ۰ ممتنع تصویب شد.